# Cameron Park (Texas)
Cameron Park és una concentració de població designada pel cens dels Estats Units a l'estat de Texas. Segons el cens del 2000 tenia 5.961 habitants.

## Demografia
Segons el cens del 2000, Cameron Park tenia 5.961 habitants, 1.269 habitatges, i 1.199 famílies. La densitat de població era de 3.835,9 habitants per km².
Dels 1.269 habitatges en un 69% hi vivien nens de menys de 18 anys, en un 71,8% hi vivien parelles casades, en un 16,7% dones solteres, i en un 5,5% no eren unitats familiars. En el 4,3% dels habitatges hi vivien persones soles l'1,9% de les quals corresponia a persones de 65 anys o més que vivien soles. El nombre mitjà de persones vivint en cada habitatge era de 4,7 i el nombre mitjà de persones que vivien en cada família era de 4,81.
Per edats la població es repartia de la següent manera: un 43,4% tenia menys de 18 anys, un 13,8% entre 18 i 24, un 26% entre 25 i 44, un 13% de 45 a 60 i un 3,7% 65 anys o més.
L'edat mediana era de 21 anys. Per cada 100 dones de 18 o més anys hi havia 93,7 homes.
Entorn del 58,1% de les famílies i el 61,2% de la població estaven per davall del llindar de pobresa.

## Poblacions més properes
El següent diagrama mostra les poblacions més properes.